# زوزانا کرونرووا
زوزانا کرونرووا (اسلواکی: Zuzana Kronerová؛ زادهٔ ۱۷ آوریل ۱۹۵۲) یک هنرپیشه اهل اسلواکی است. وی از سال ۱۹۷۶ میلادی تاکنون مشغول فعالیت بوده‌است.
از فیلم‌هایی که وی در آن نقش داشته‌است، می‌توان به محبوب، یک بیمار برجسته، هابرمان، چیزی شبیه خوشبختی و مادر یخی اشاره کرد.